# Fatine Ouadoudi
Fatine Ouadoudi, née le 3 juillet 1982, est une archère marocaine.

## Carrière
Fatine Ouadoudi est médaillée d'or en tir à l'arc classique individuel aux Championnats d'Afrique de tir à l'arc 2008 au Caire. Elle est médaillée d'argent par équipes aux Jeux panarabes de 2011 à Doha.
Aux Championnats d'Afrique de tir à l'arc 2012 à Rabat, elle est médaillée de bronze en tir à l'arc classique par équipes. Elle obtient la médaille de bronze en tir à l'arc classique mixte aux Championnats d'Afrique de tir à l'arc 2014 à Louxor.